# Hongdu JL-8

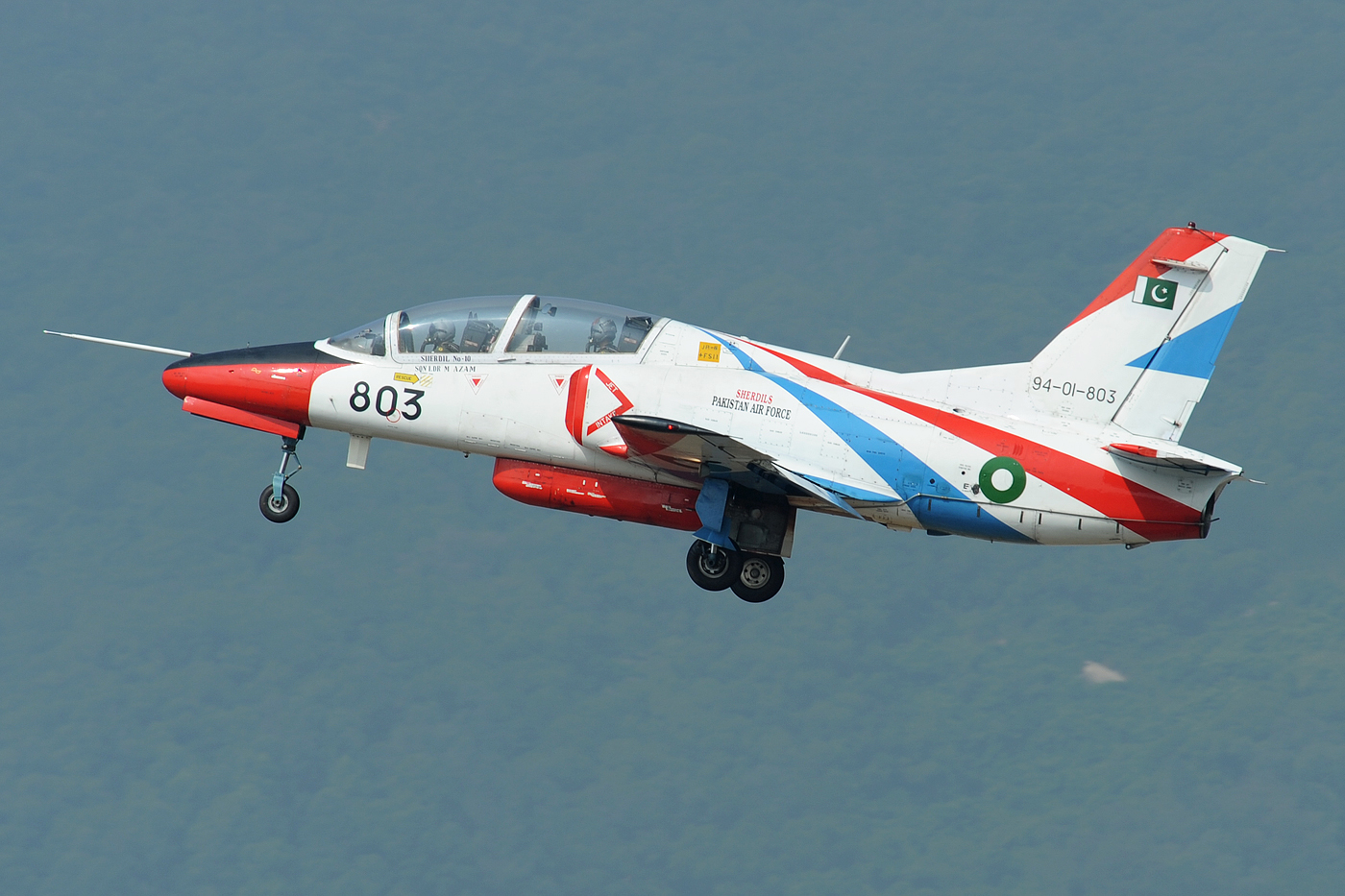
Een K-8 van het demonstratieteam van de Pakistaanse luchtmacht

De Hongdu JL-8, ook gekend als de Hongdu K-8 Karakorum, is een tweezits vliegtuig met straalaandrijving, gebouwd door de Hongdu Aviation Industry Corporation in Nanchang (China). Het toestel wordt voornamelijk gebruikt als lesvliegtuig voor gevorderde vliegopleiding. Het kan ook gebruikt worden als licht aanvalsvliegtuig.
De exportversie K-8P Karakorum wordt gebouwd in samenwerking met het Pakistaanse bedrijf Pakistan Aeronautical Complex. Wegens de relatief lage prijs is de K-8 Karakorum door verscheidene landen uit Afrika, Azië en Latijns-Amerika aangekocht.
De JL-8 voor de Chinese markt en de exportversies (K-8, K-8E en K-8P) hebben verschillende motoren en boordelektronica. De meest recente versie voor export is de K-8P met geavanceerde avionica, die door Pakistan wordt gebruikt. De K-8 heeft 5 hardpoints: 1 onder de romp, voor een externe brandstoftank of een kanon, plus twee onder elke vleugel voor lichte bommen, lucht-grond-raketten of lucht-lucht-raketten. De maximale bewapening is 760 kg.

## Geschiedenis
De JL-8 ontstond naar aanleiding van een samenwerkingsovereenkomst tussen de regeringen van de Volksrepubliek China en Pakistan uit 1986. Het eerste prototype werd gebouwd in 1989, en de eerste vlucht vond plaats op 21 november 1990. Het testprogramma liep door tot 1993, met vier prototypes. De productie van een eerste kleine serie van 24 exemplaren werd in 1992 opgestart, waarvan 18 voor China en zes voor de Pakistaanse luchtmacht (aangeduid als K-8). De Chinese toestellen werden uitgerust met een WS-11, de Chinese versie van de Russische turbofan Progress AI-25; de Pakistaanse met een Garrett TFE731 turbofan.
Gezien de grote hoeveelheid Amerikaanse componenten die in het vliegtuig werd gebruikt, weigerde de Chinese regering aanvankelijk om het toestel in grote aantallen aan te kopen. De fabrikant moest daarom naar andere leveranciers uitkijken.
Egypte was na Pakistan de eerste exportklant; het bestelde in 1999 80 exemplaren van de K-8E met Garrett-motoren. Die werden in Egypte geassembleerd uit kits die door China werden geleverd. Later werden nog 40 exemplaren in Egypte gebouwd.

## Gebruikers

### Voornaamste gebruikers
- China: 400 besteld. 190 geleverd in februari 2011.
- Egypte: 120, waarvan 80 geassembleerd en 40 gebouwd onder licentie in Egypte
- Pakistan: 60 exemplaren (in 2012), plus 32 besteld

### Ander gebruikers

#### Afrika
- Ghana
- Marokko
- Namibië
- Soedan
- Tanzania
- Zambia
- Zimbabwe

#### Azië
- Bangladesh
- Myanmar
- Sri Lanka

#### Zuid-Amerika
- Bolivia
- Venezuela